# Olympische Sommerspiele 2012/Leichtathletik – Dreisprung (Frauen)

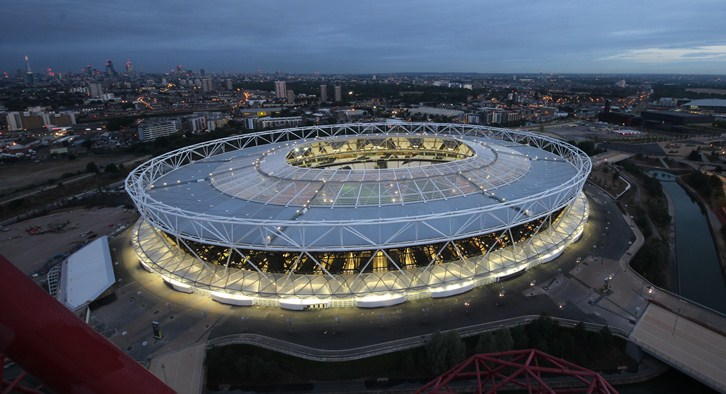
Das Olympiastadion von London im Jahr 2015

Der Dreisprung der Frauen bei den Olympischen Spielen 2012 in London wurde am 3. und 5. August 2012 im Olympiastadion London ausgetragen. 35 Athletinnen nahmen teil.
Olympiasiegerin wurde die Kasachin Olga Rypakowa. Die Kolumbianerin Caterine Ibargüen gewann die Silbermedaille, Bronze ging an die Ukrainerin Olha Saladucha.
Athletinnen aus Deutschland, der Schweiz, Österreich und Liechtenstein nahmen nicht teil.

## Aktuellen Titelträgerinnen
| Olympiasiegerin                      | Françoise Mbango Etone ( Kamerun)       | 15,39 m | Peking 2008       |
| Weltmeisterin                        | Olha Saladucha ( Ukraine)               | 14,94 m | Daegu 2011        |
| Europameisterin                      | Olha Saladucha ( Ukraine)               | 14,99 m | Helsinki 2012     |
| Zentralamerika und Karibik-Meisterin | Ayanna Alexander ( Trinidad und Tobago) | 13,50 m | Mayagüez 2011     |
| Südamerika-Meisterin                 | Caterine Ibargüen ( Kolumbien)          | 14,59 m | Buenos Aires 2011 |
| Asienmeisterin                       | Xie Limei ( Volksrepublik China)        | 14,58 m | Kōbe 2011         |
| Afrikameisterin                      | Sarah Nambawa ( Uganda)                 | 13,90 m | Porto-Novo 2012   |
| Ozeanienmeisterin                    | Nneka Okpala ( Neuseeland)              | 12,85 m | Cairns 2012       |

## Bestehende Rekorde
| Weltrekord         | Inessa Krawez ( Ukraine)          | 15,50 m | Göteborg, Schweden                    | 10. August 1995 |
| Olympischer Rekord | Françoise Mbango Etone ( Kamerun) | 15,39 m | Finale OS Peking, Volksrepublik China | 17. August 2008 |

Der bestehende olympische Rekord wurde bei diesen Spielen nicht erreicht. Am weitesten sprang die kasachische Olympiasiegerin Olga Rypakowa, die im Finale am 5. August bei einem Gegenwind von 0,4 m/s im dritten Versuch 14,98 m erzielte und damit den olympischen Rekord um 41 Zentimeter verfehlte. Zum Weltrekord fehlten ihr 52 Zentimeter.

## Doping und Ausschlüsse
Im März 2017 wurde die Russin Wiktorija Waljukewitsch, die zunächst Rang acht belegt hatte, nachträglich wegen Dopingmissbrauchs disqualifiziert.
Benachteiligt durch diesen Betrug waren in erster Linie zwei Wettbewerberinnen:
- Patrícia Mamona, Rumänien – Sie hätte mit ihren 14,11 m am Finale teilnehmen können.
- Yargelis Savigne, Kuba – Ihr hätten im Finale drei weitere Versuche zugestanden.

Schon vor den Spielen war die Griechin Paraskevi Papachristou wegen eines rassistischen Kommentars auf Twitter vom Griechischen Olympischen Komitee ausgeschlossen worden.

## Legende
Kurze Übersicht zur Bedeutung der Symbolik – so üblicherweise auch in sonstigen Veröffentlichungen verwendet:
| – | verzichtet |
| x | ungültig   |

Anmerkungen:
- Alle Zeiten in diesem Beitrag sind nach Ortszeit London (UTC±0) angegeben.
- Alle Weitenangaben sind in Metern (m) notiert.

## Qualifikation
3. August 2012, 10:25 Uhr
Die Qualifikation wurde in zwei Gruppen durchgeführt. Vier Athletinnen (hellblau unterlegt) übertrafen die Qualifikationsweite für den direkten Finaleinzug von 14,40 m. Damit war die Mindestanzahl von zwölf Finalteilnehmerinnen nicht erreicht. So wurde das Finalfeld mit den acht nächstbesten Springerinnen beider Gruppen (hellgrün unterlegt) auf zwölf Wettbewerberinnen aufgefüllt. In die Wertung kamen allerdings letztlich nur elf Sportlerinnen, denn eine von ihnen wurde 2017 des Dopingmissbrauchs überführt und disqualifiziert – siehe oben Abschnitt „Doping“. Für die Finalteilnahme waren schließlich 14,16 m zu erbringen.

### Gruppe A

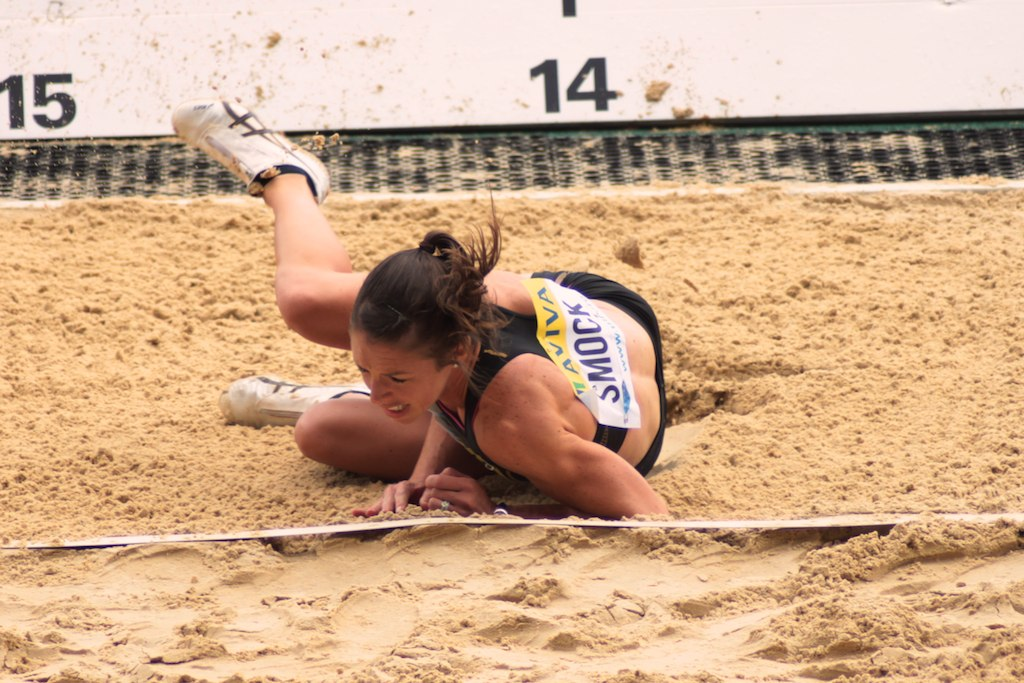
Amanda Smock – ausgeschieden mit 13,61 m
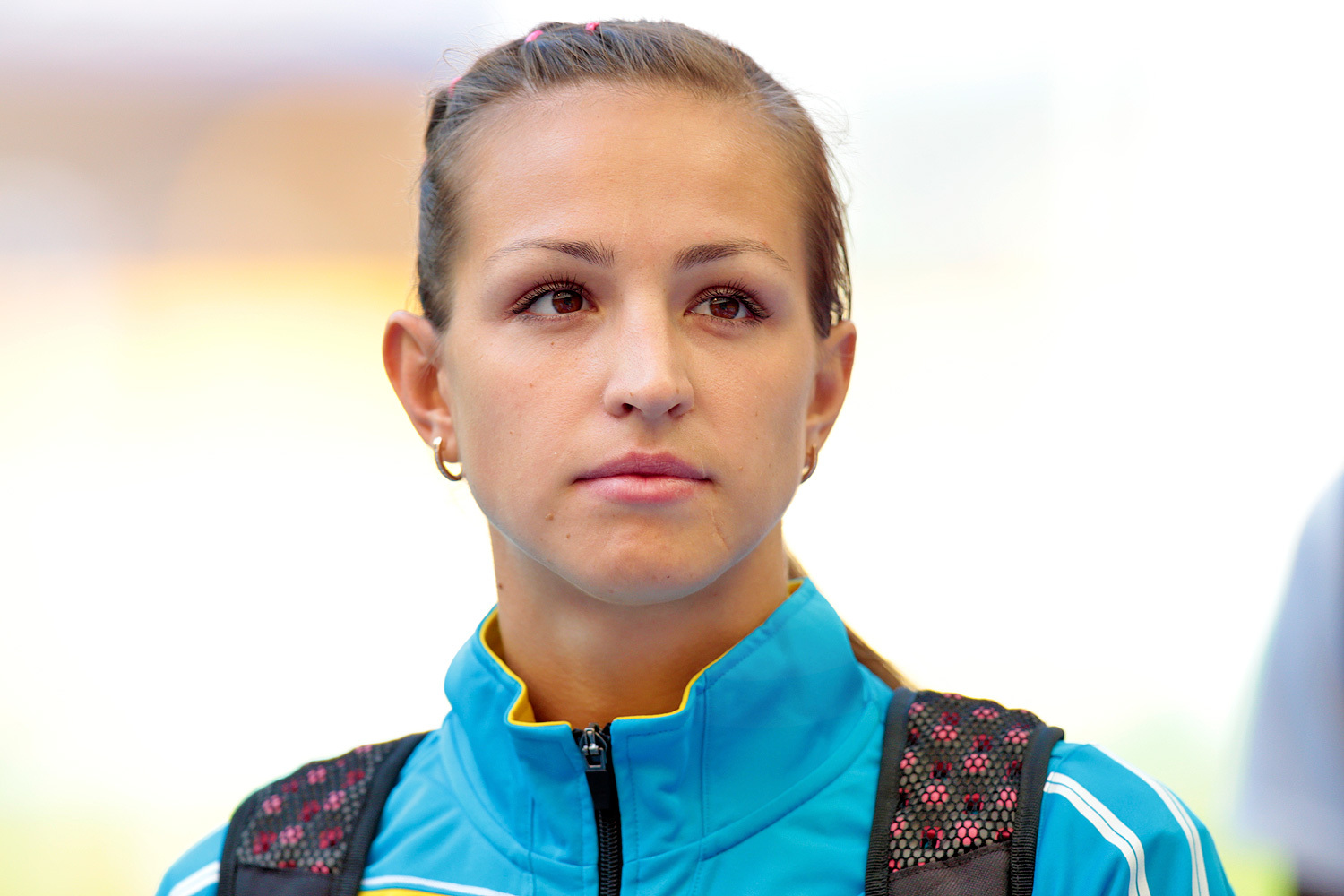
Irina Litwinenko-Ektowa – ausgeschieden mit 13,39 m

3. August 2012
| Platz | Name                    | Nation              | 1. Versuch Wind (m/s) | 2. Versuch Wind (m/s) | 3. Versuch Wind (m/s) | Resultat (m) | Anmerkung                 |
| 1     | Kimberly Williams       | Jamaika             | 14,53 / ±0,0          | –                     | –                     | 14,53        |                           |
| 2     | Yamilé Aldama           | Großbritannien      | 14,45 / +1,8          | –                     | –                     | 14,45        |                           |
| 3     | Olha Saladucha          | Ukraine             | 14,26 / −0,6          | 14,35 / −0,2          | x                     | 14,35        |                           |
| 4     | Tatjana Lebedewa        | Russland            | 14,1 / −0,67          | 14,30 / −1,5          | –                     | 14,30        |                           |
| 5     | Dana Velďáková          | Slowakei            | x                     | 14,22 / +0,9          | 13,84 / −0,9          | 14,22        |                           |
| 6     | Marija Šestak           | Slowenien           | x                     | 14,16 / ±0,0          | 14,12 / +0,3          | 14,16        |                           |
| 7     | Hanna Demidowa          | Ukraine             | 13,97 / −0,9          | 13,60 / −1,3          | x                     | 13,97        |                           |
| 8     | Josleidy Ribalta        | Kuba                | 13,71 / −1,7          | 13,12 / −2,4          | 13,88 / −1,0          | 13,88        |                           |
| 9     | Niki Panetta            | Griechenland        | x                     | 13,66 / +0,5          | 13,63 / −1,6          | 13,66        |                           |
| 10    | Amanda Smock            | USA                 | x                     | 13,43 / +0,7          | 13,61 / −1,2          | 13,61        |                           |
| 11    | Aleksandra Kotlyarova   | Usbekistan          | 13,33 / −0,9          | x                     | 13,55 / −0,2          | 13,55        |                           |
| 12    | Li Yanmei               | Volksrepublik China | 13,43 / −1,2          | 12,78 / −2,0          | 13,15 / ±0,0          | 13,43        |                           |
| 13    | Irina Litwinenko-Ektowa | Kasachstan          | 13,39 / +0,5          | x                     | x                     | 13,39        |                           |
| 14    | Andriana Banowa         | Bulgarien           | x                     | 12,88 / +0,1          | 13,33 / −1,9          | 13,33        |                           |
| ogV   | Cristina Bujin          | Rumänien            | x                     | x                     | x                     | ogV          |                           |
| ogV   | Ksenija Dziazuk         | Belarus             | x                     | x                     | x                     | ogV          |                           |
| DOP   | Wiktorija Waljukewitsch | Russland            | 14,09 / −0,9          | 14,19 / −0,3          | 13,86 / +0,1          | 14,19        | für das Finale zugelassen |

### Gruppe B
| Platz | Name                  | Nation              | 1. Versuch Wind (m/s) | 2. Versuch Wind (m/s) | 3. Versuch Wind (m/s) | Resultat (m) | Anmerkung                                 |
| 1     | Olga Rypakowa         | Kasachstan          | x                     | 13,99 / −1,4          | 14,79 / +0,5          | 14,79        |                                           |
| 2     | Caterine Ibargüen     | Kolumbien           | 14,24 / −0,5          | 14,42 / +2,0          | –                     | 14,42        |                                           |
| 3     | Hanna Knjasjewa       | Ukraine             | 14,33 / −1,4          | x                     | x                     | 14,33        |                                           |
| 4     | Trecia Smith          | Jamaika             | x                     | 14,31 / ±0,0          | x                     | 14,31        |                                           |
| 5     | Yargelis Savigne      | Kuba                | 14,22 / −0,6          | 14,28 / −0,1          | 14,02 / −2,2          | 14,28        |                                           |
| 6     | Patrícia Mamona       | Portugal            | 14,11 / +0,2          | 13,97 / −0,4          | 13,96 / −1,7          | 14,11        | eigentlich für das Finale qualifiziert    |
| 7     | Ayanna Alexander      | Trinidad und Tobago | 13,98 / −1,2          | 13,92 / −2,5          | 14,09 / −0,2          | 14,09        |                                           |
| 8     | Dailenys Alcántara    | Kuba                | 13,97 / +1,6          | x                     | x                     | 13,97        |                                           |
| 9     | Veronika Mosina       | Russland            | 13,72 / −2,0          | 13,56 / −1,5          | 13,96 / +0,2          | 13,96        |                                           |
| 10    | Simona La Mantia      | Italien             | 13,77 / +0,1          | 13,92 / +0,6          | 13,73 / +0,6          | 13,92        |                                           |
| 11    | Keila Costa           | Brasilien           | x                     | 13,69 / +0,1          | 13,84 / −0,5          | 13,84        | bessere zweite Weite gegenüber Bolshakova |
| 12    | Svetlana Bolshakova   | Belgien             | 13,84 / +1,1          | 13,42 / −0,9          | 13,45 / −0,8          | 13,84        |                                           |
| 13    | Mayookha Johny        | Indien              | 13,77 / −1,6          | 13,68 / +0,3          | 13,62 / −0,5          | 13,77        |                                           |
| 14    | Xie Limei             | Volksrepublik China | 13,63 / +0,3          | x                     | 13,69 / −3,2          | 13,69        |                                           |
| 15    | Biljana Topić         | Serbien             | x                     | x                     | 13,66 / ±0,0          | 13,66        |                                           |
| 16    | Patricia Sarrapio     | Spanien             | x                     | 13,64 / +1,1          | x                     | 13,64        |                                           |
| 17    | Anastasiya Juravlyeva | Usbekistan          | 13,54 / ±0,0          | x                     | x                     | 13,54        |                                           |
| 18    | Athanasia Perra       | Griechenland        | x                     | x                     | 11,93 / +0,7          | 11,93        |                                           |

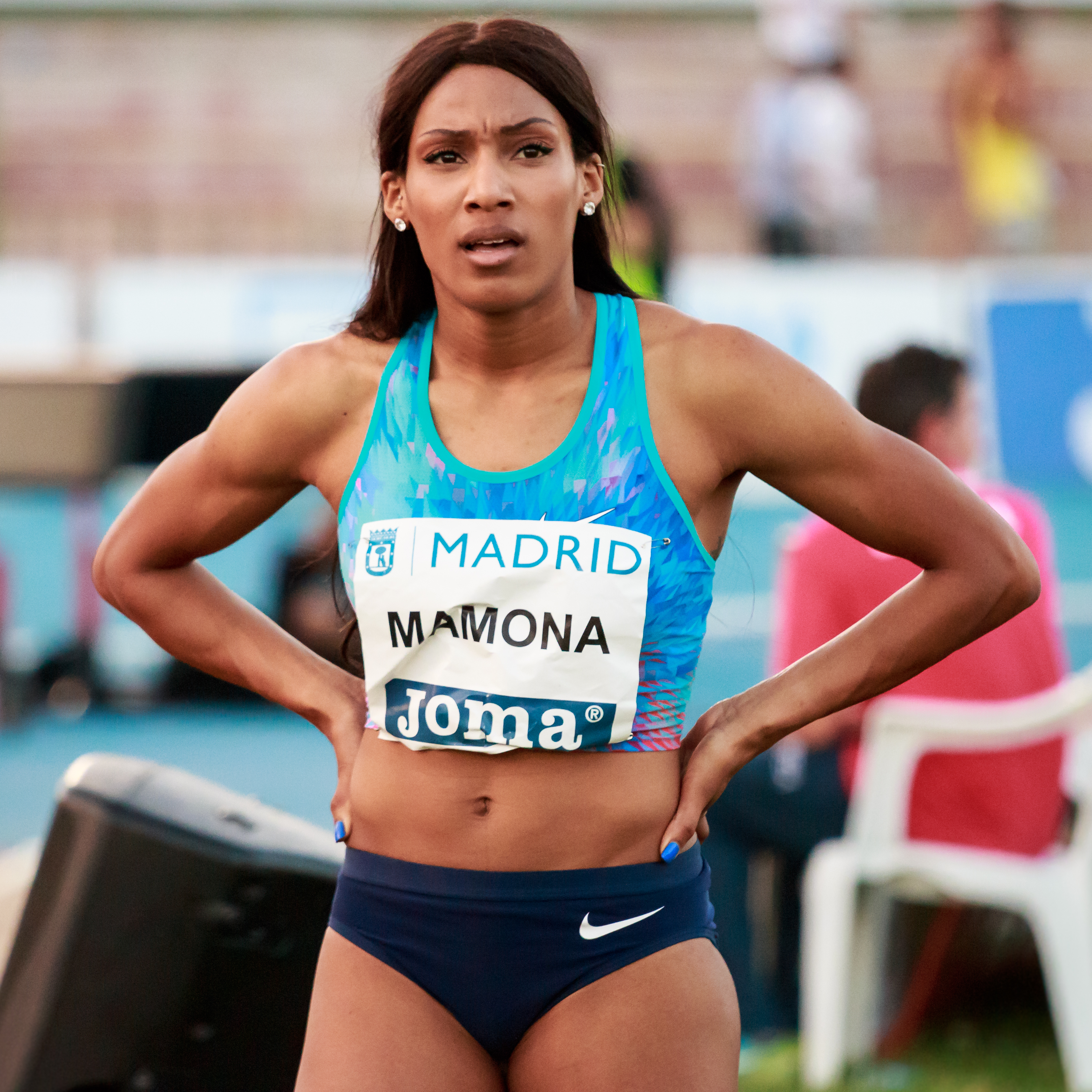
Patrícia Mamona – ausgeschieden mit 14,11 m

Weitere in Qualifikationsgruppe B ausgeschiedene Dreispringerinnen:

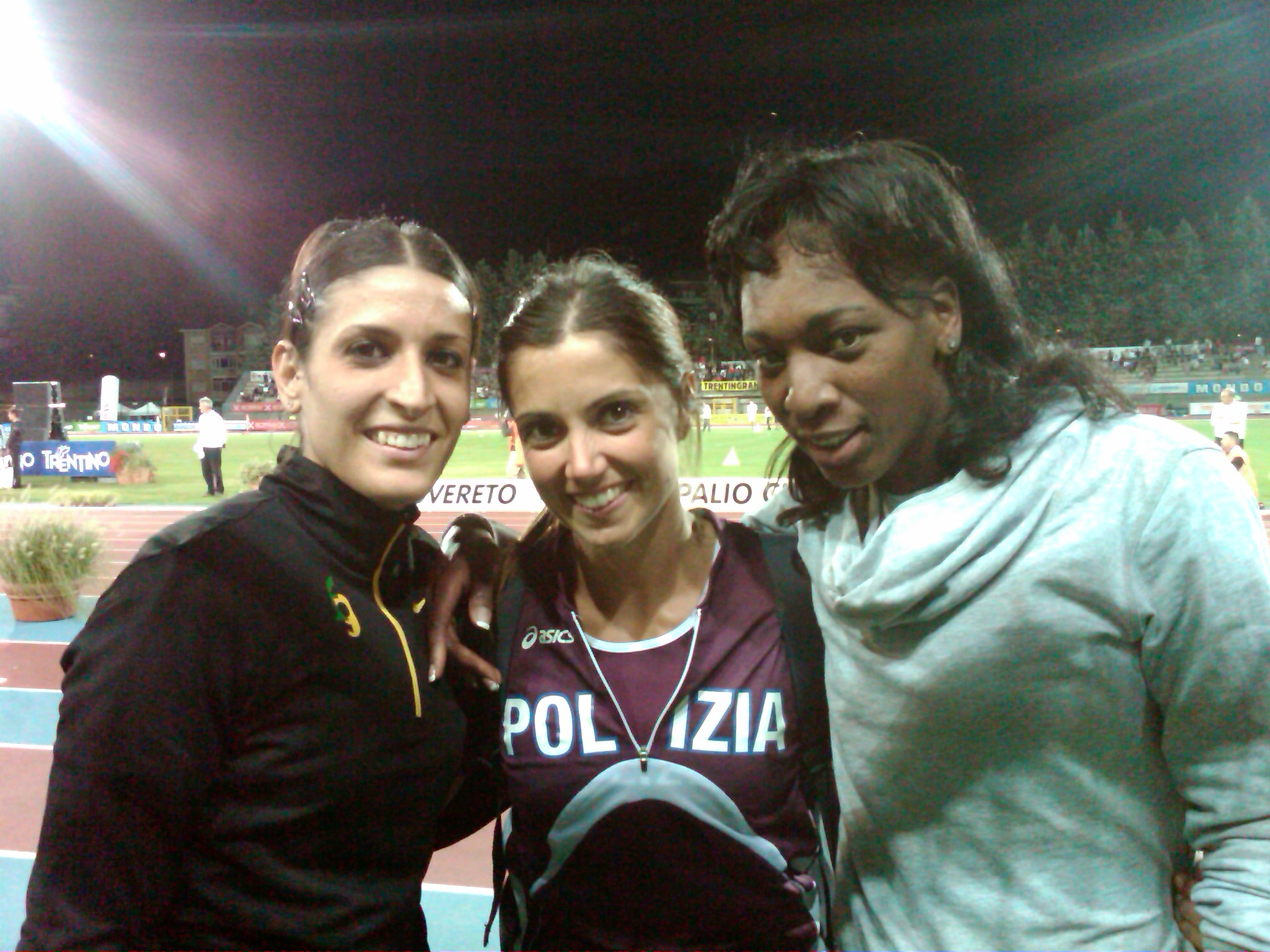
Simona La Mantia (links) – 13,92 m
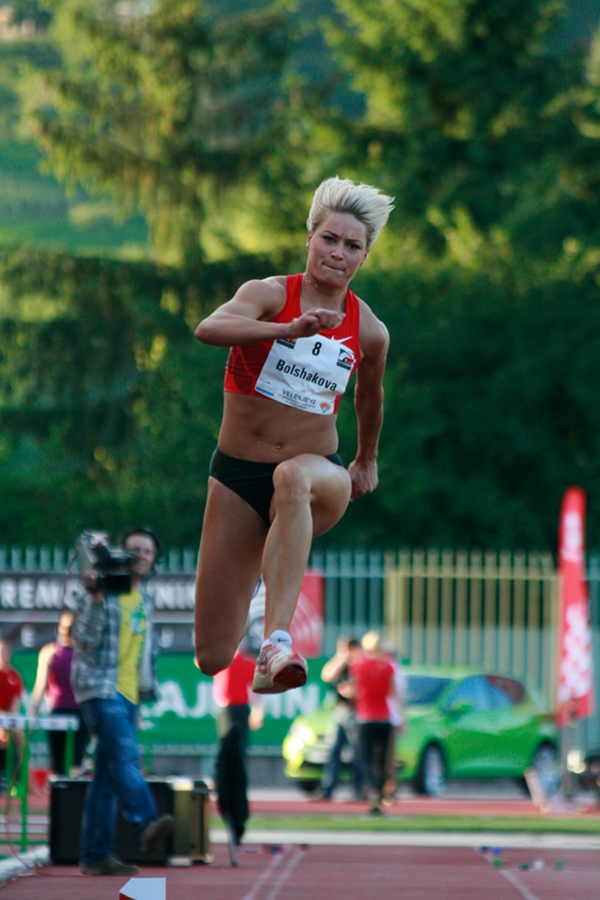
Svetlana Bolshakova –13,84 m
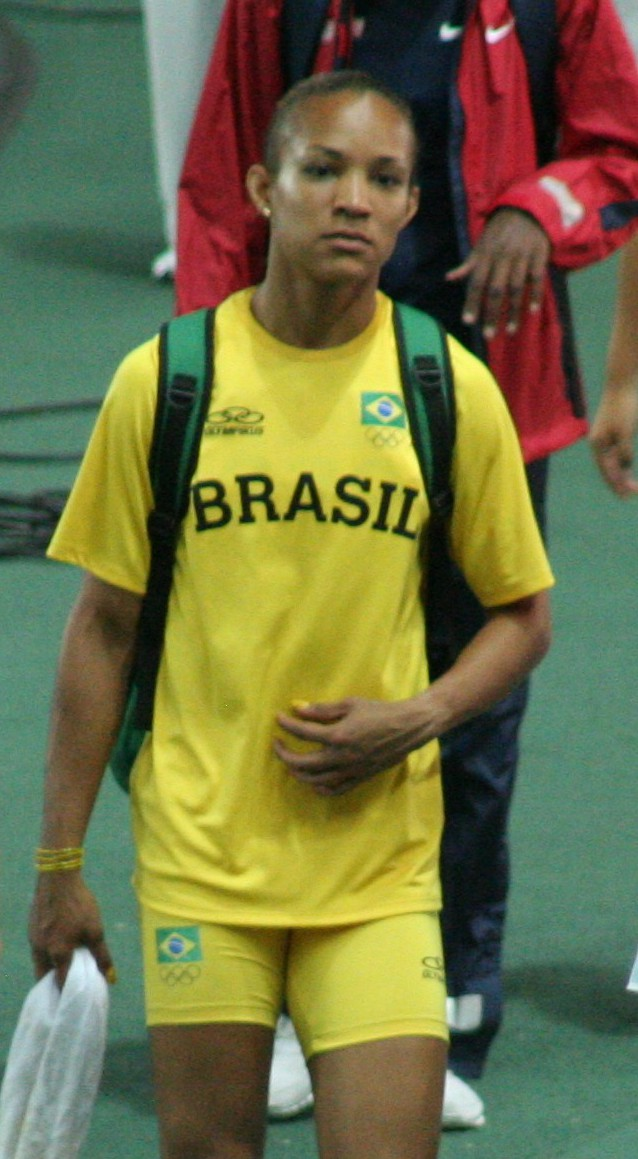
Keila Costa –13,84 m

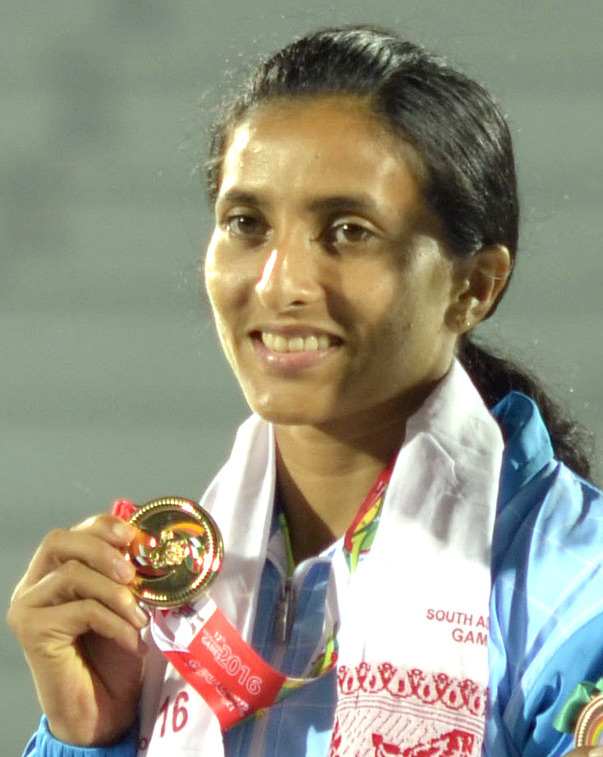
Mayookha Johny – 13,77 m
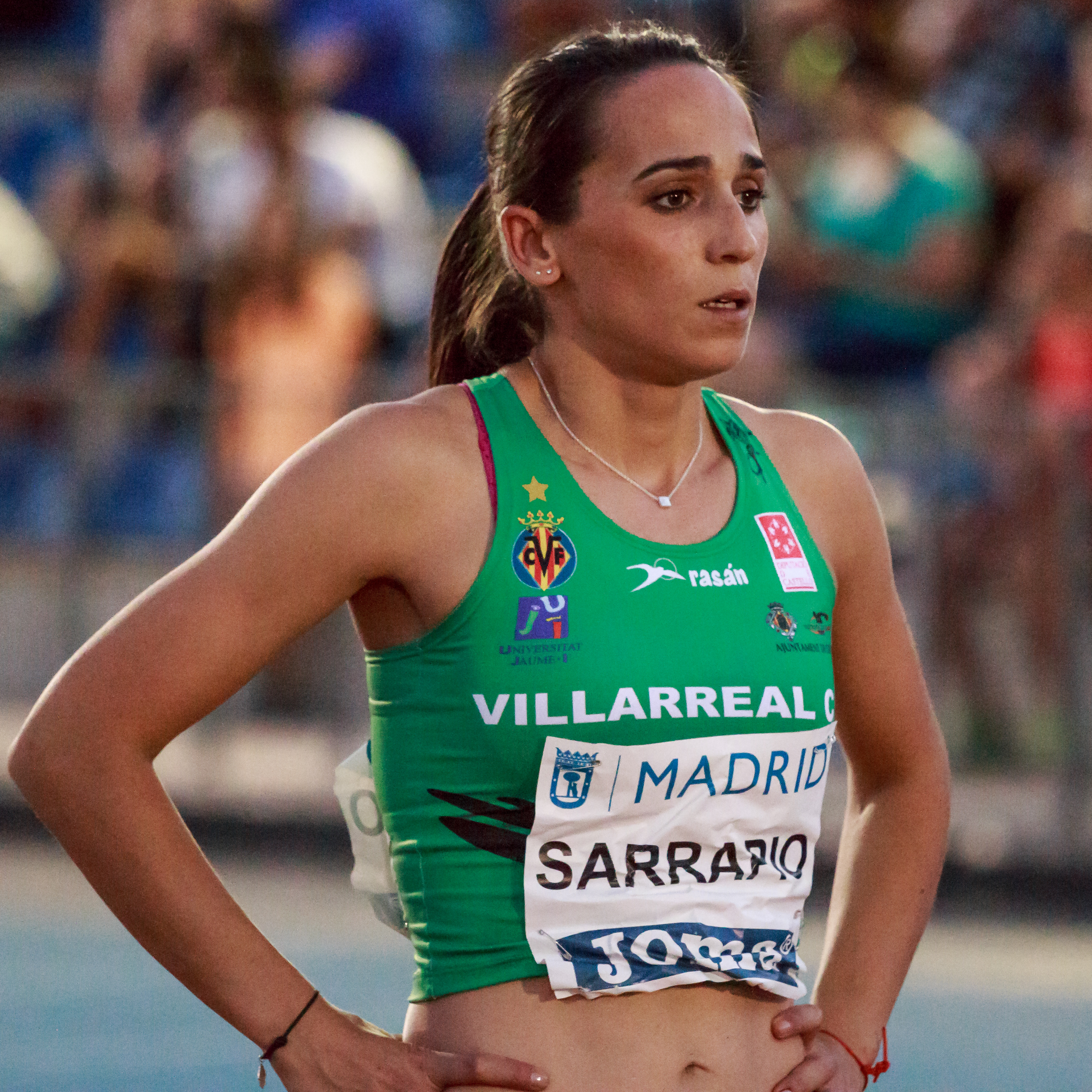
Patricia Sarrapio – 13,64 m
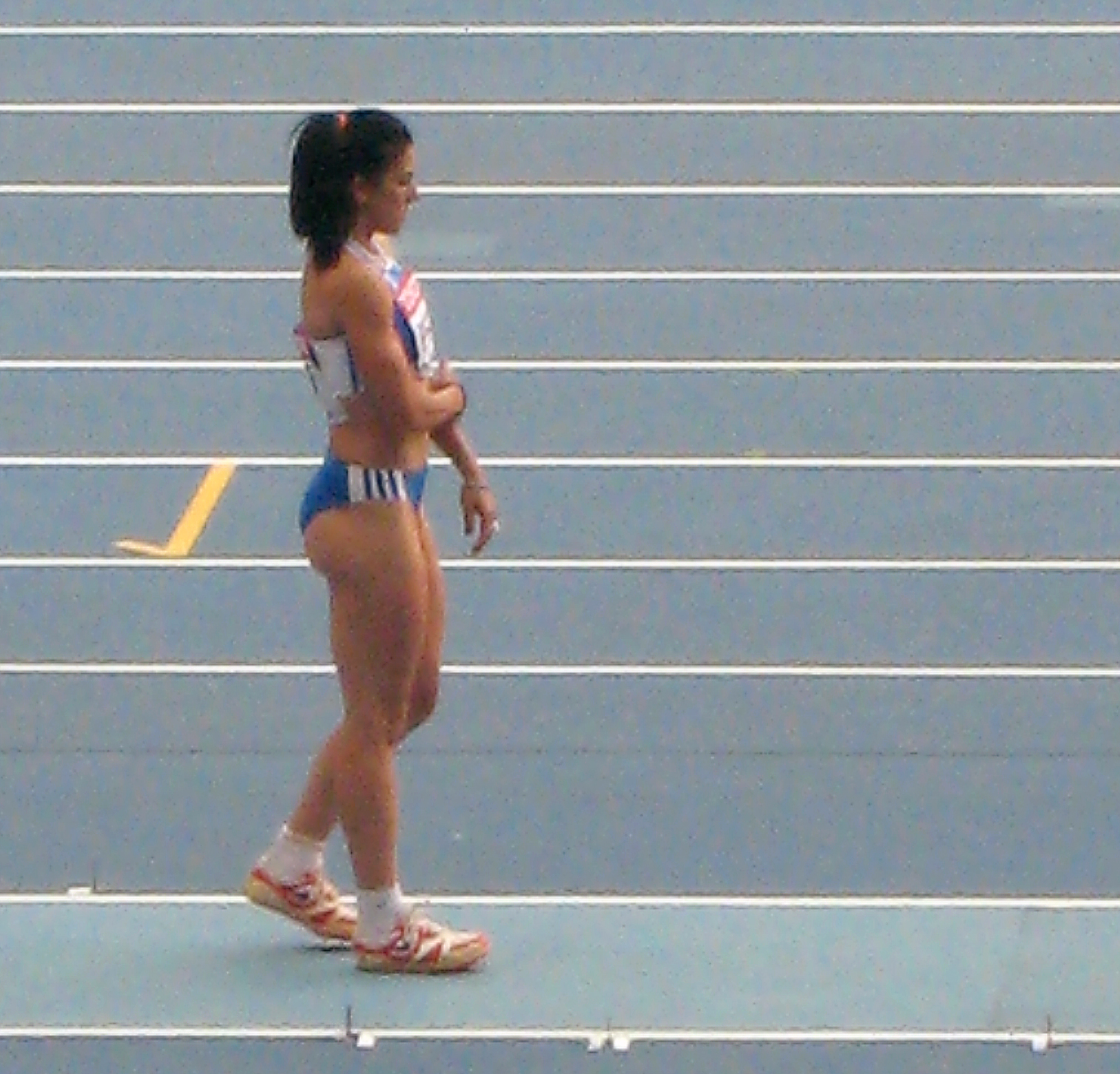
Athanasia Perra – 11,93 m mit ihrem einzigen gültigen Sprung

## Finale
5. August 2012, 19:35 Uhr
| Platz | Name                    | Nation         | 1. Versuch Wind (m/s) | 2. Versuch Wind (m/s) | 3. Versuch Wind (m/s) | 4. Versuch Wind (m/s)                         | 5. Versuch Wind (m/s)                         | 6. Versuch Wind (m/s)                         | Resultat (m) | Anmerkung |
| 1     | Olga Rypakowa           | Kasachstan     | 14,54 / −1,6          | x                     | 14,98 / −0,4          | x                                             | 14,89 / −0,7                                  | 14,40 / −0,9                                  | 14,98        |           |
| 2     | Caterine Ibargüen       | Kolumbien      | 14,45 / −0,6          | 13,99 / −0,7          | 14,67 / −0,4          | 14,37 / −0,7                                  | 14,35 / −0,8                                  | 14,80 / +0,4                                  | 14,80        |           |
| 3     | Olha Saladucha          | Ukraine        | 13,92 / −2,1          | 14,48 / −1,3          | x                     | 14,53 / −0,4                                  | 14,51 / −1,2                                  | 14,79 / +0,5                                  | 14,79        |           |
| 4     | Hanna Knjasjewa         | Ukraine        | x                     | 14,56 / −0,1          | 14,16 / −1,2          | 14,14 / −0,6                                  | 14,16 / −0,6                                  | x                                             | 14,56        |           |
| 5     | Yamilé Aldama           | Großbritannien | 14,10 / −1,4          | 14,09 / −1,5          | 14,39 / −0,9          | 14,32 / −0,9                                  | 14,43 / −0,3                                  | 14,48 / −0,6                                  | 14,48        |           |
| 6     | Kimberly Williams       | Jamaika        | 14,35 / −0,6          | x                     | 14,48 / +0,3          | 14,19 / −0,7                                  | x                                             | 14,20 / −0,2                                  | 14,48        |           |
| 7     | Trecia Smith            | Jamaika        | x                     | x                     | 14,35 / −0,2          | 14,34 / −0,2                                  | 13,74 / −0,2                                  | x                                             | 14,35        |           |
|       |                         |                |                       |                       |                       |                                               |                                               |                                               |              |           |
| 8     | Yargelis Savigne        | Kuba           | 14,12 / −0,2          | 12,13 / ±0,0          | 13,91 / −0,9          | eigentlich zu 3 weiteren Sprüngen berechtigt  | eigentlich zu 3 weiteren Sprüngen berechtigt  | eigentlich zu 3 weiteren Sprüngen berechtigt  | 14,12        |           |
| 9     | Tatjana Lebedewa        | Russland       | 14,11 / −0,7          | 14,03 / −0,8          | 14,01 / −0,7          | nicht im Finale der besten acht Springerinnen | nicht im Finale der besten acht Springerinnen | nicht im Finale der besten acht Springerinnen | 14,11        |           |
| 10    | Marija Šestak           | Slowenien      | 13,84 / −2,0          | 13,98 / −2,0          | 13,98 / −0,7          | nicht im Finale der besten acht Springerinnen | nicht im Finale der besten acht Springerinnen | nicht im Finale der besten acht Springerinnen | 13,98        |           |
| 11    | Dana Velďáková          | Slowakei       | x                     | x                     | 11,92 / −0,7          | nicht im Finale der besten acht Springerinnen | nicht im Finale der besten acht Springerinnen | nicht im Finale der besten acht Springerinnen | 11,92        |           |
| DOP   | Wiktorija Waljukewitsch | Russland       | 14,24 / −0,7          | 13,75 / +0,5          | 14,18 / −0,9          | 13,75 / +0,5                                  | 14,14 / −0,6                                  | x                                             | 14,24        | [ 2 ]     |

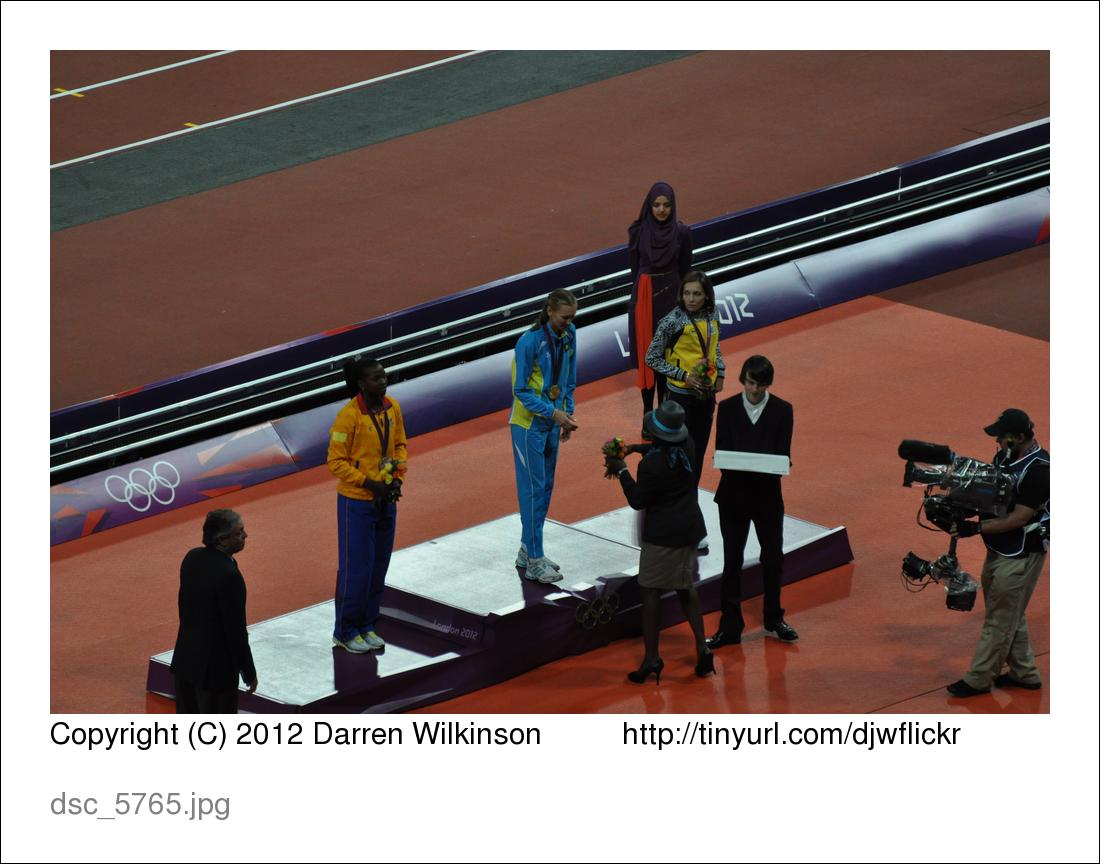
Siegerehrung:
vorne: Caterine Ibargüen (Silber), Mitte: Olga Rypakowa (Gold), hinten: Olha Saladucha (Bronze)

Für das Finale hatten sich zwölf Athletinnen qualifiziert, vier von ihnen über die Qualifikationsweite. weitere acht über ihre Platzierungen. In die Endwertung kamen allerdings nur elf Springerinnen, weil eine Teilnehmerin gedopt war. Je zwei Ukrainerinnen und zwei Jamaikanerinnen kämpften zusammen mit je einer Athletin aus Großbritannien, Kasachstan, Kolumbien, Kuba, Russland, der Slowakei und Slowenien um die Medaillen. Hinzu kam die gedopte Russin.
Als Favoritinnen galten die Medaillengewinnerinnen der Weltmeisterschaften von 2011: die Weltmeisterin Olha Saladucha aus der Ukraine, Vizeweltmeisterin Olga Rypakowa aus Kasachstan und die Dritte Caterine Ibargüen aus Kolumbien. Die Kubanerin Yargelis Savigne wurde ebenfalls hoch eingeschätzt.
Die Führung in der ersten Runde übernahm Rypakowa mit 14,54 m vor Ibargüen mit 14,45 m. Im zweiten Versuch verbesserte sich Saladucha auf 14,48 m und zog damit an Ibargüen vorbei. Sie lag damit jedoch hinter ihrer Landsfrau Hanna Knjasjewa, die 14,56 m erreicht hatte, auf dem dritten Platz. Im dritten Durchgang baute Rypakowa ihre Führung auf 14,98 m aus, Ibargüen erzielte 14,67 m und schob sich an die zweite Position vor Knjasjewa und Saladucha, die in der vierten Runde 14,53 m erzielte, ihre Platzierung damit jedoch nicht verbessern konnte. Die fünfte Runde ergab keine Veränderung im Klassement. Im letzten Versuch kam Ibargüen auf 14,80 m, während Saladucha mit 14,79 m noch an Knjasjewa vorbeizog, die Silbermedaille jedoch um zwei Zentimeter verfehlte. Bei gleicher Weite wäre Ibargüen aufgrund ihrer besseren zweiten Weite auf Platz zwei verblieben.
Olga Rypakowa gewann die erste Medaille und das erste Olympiagold Kasachstans im Dreisprung der Frauen.

Caterine Ibargüen war die erste kolumbianische Medaillengewinnerin in dieser Disziplin.

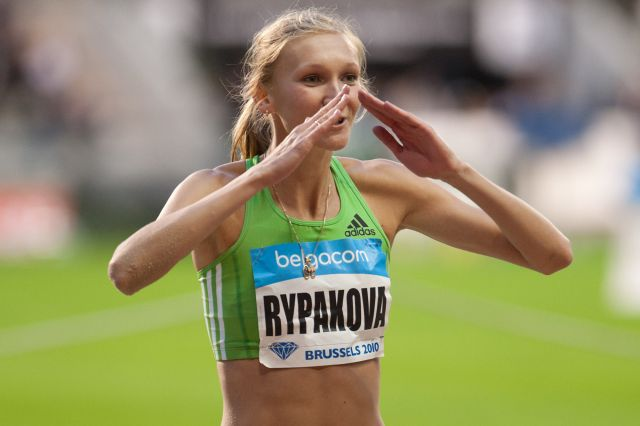
Olympiasiegerin Olga Rypakowa
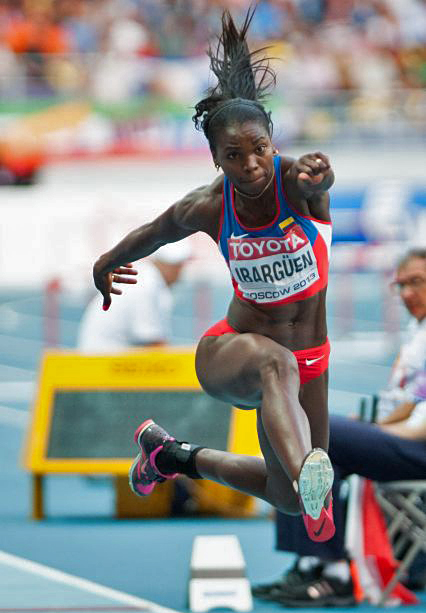
Silbermedaillengewinnerin Caterine Ibargüen
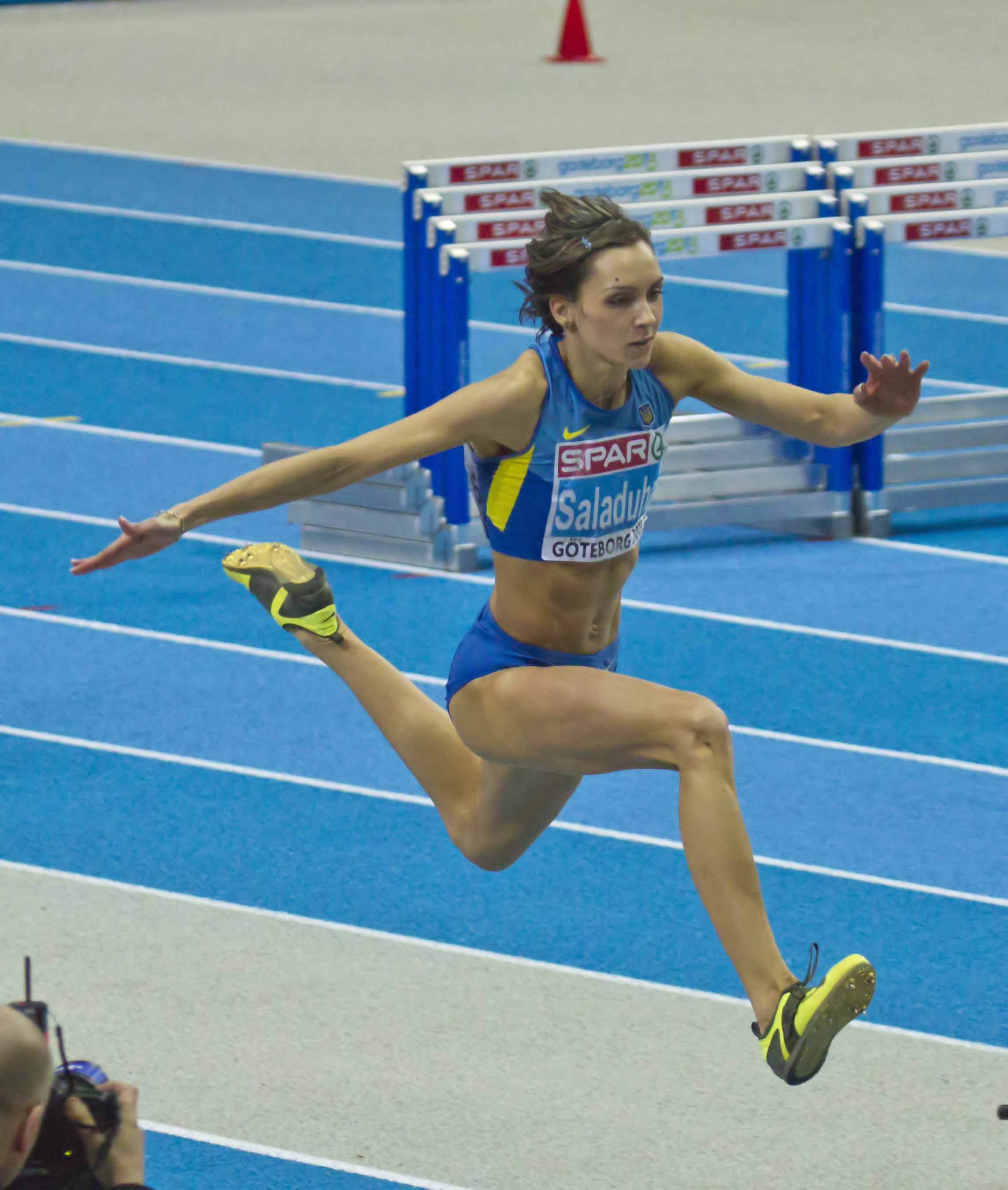
Bronzemedaillengewinnerin Olha Saladucha
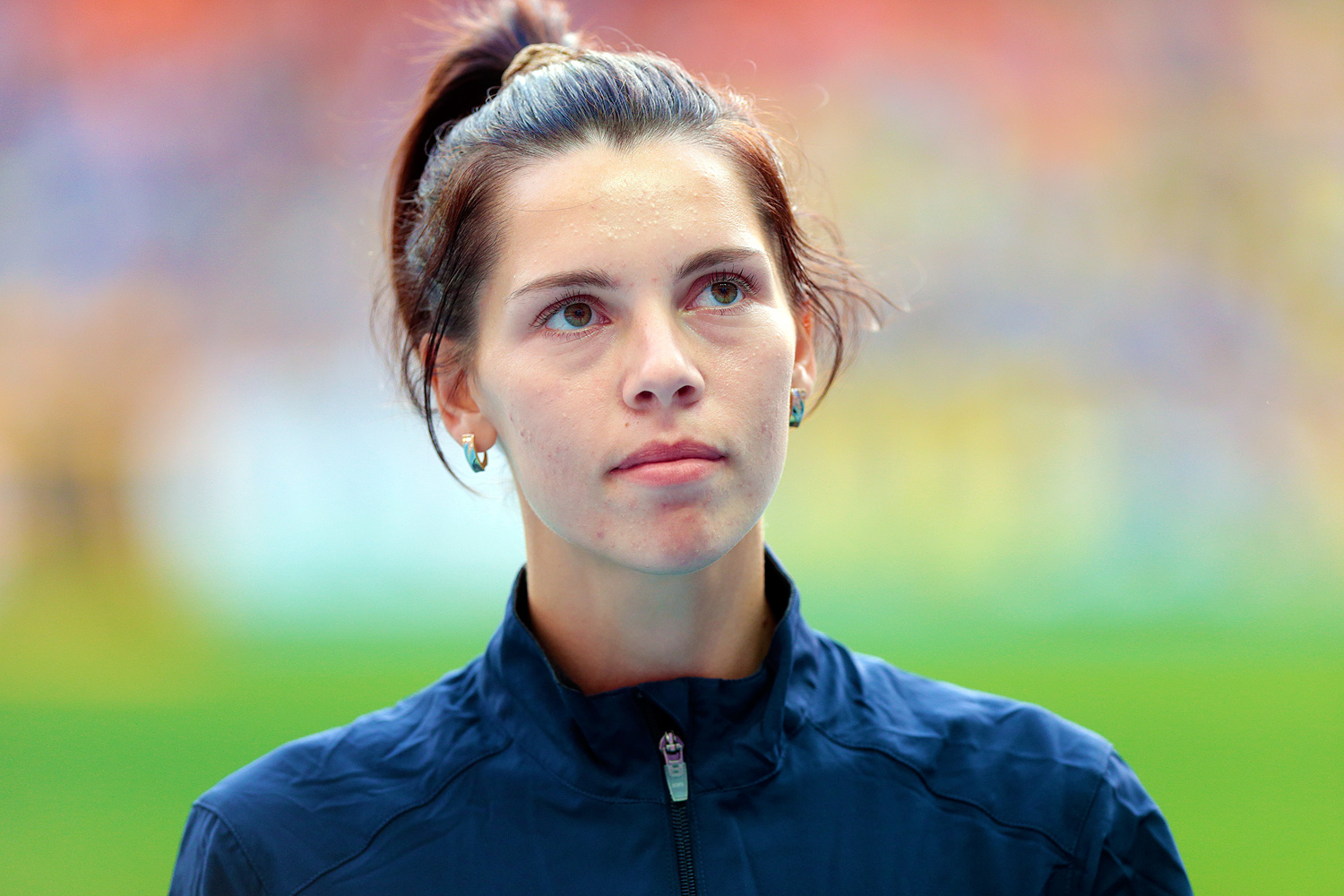
Rang vier für Hanna Knjasjewa
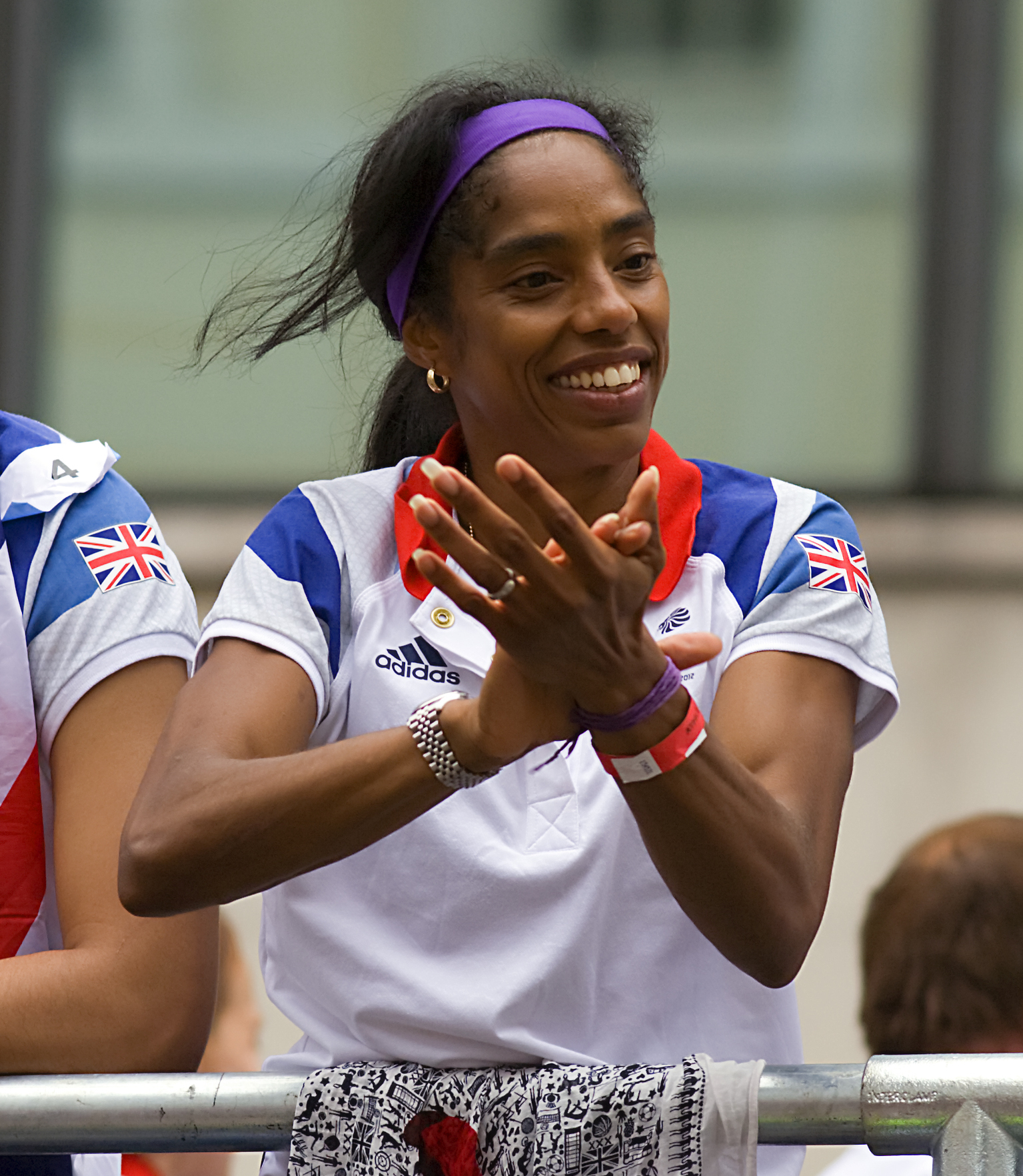
Yamilé Aldama belegte den fünften Platz
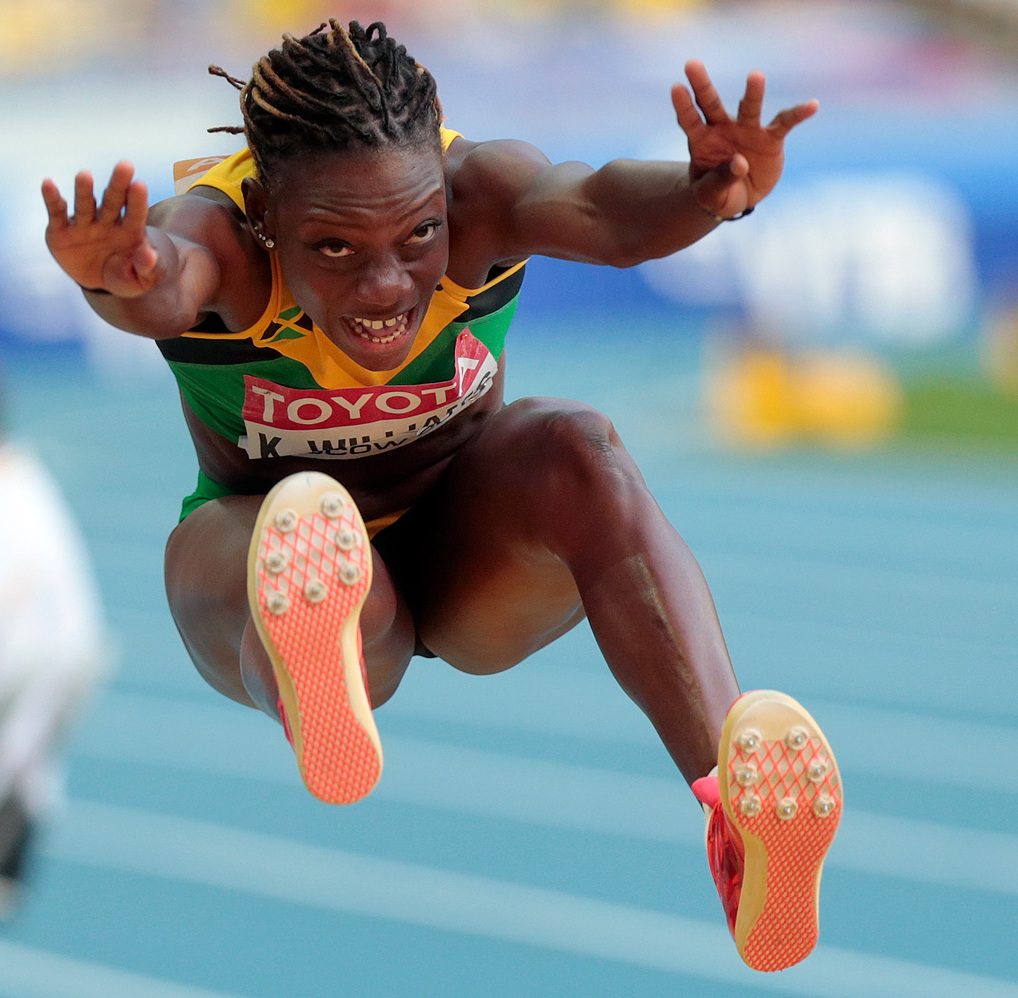
Kimberly Williams erreichte Platz sechs
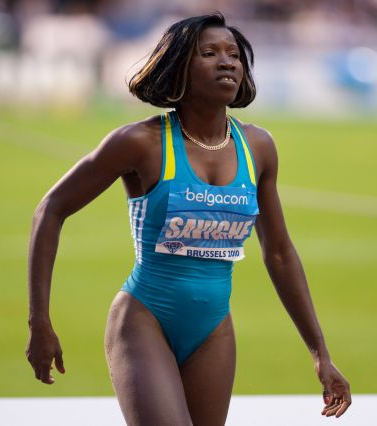
Yargelis Savigne kam auf Rang acht
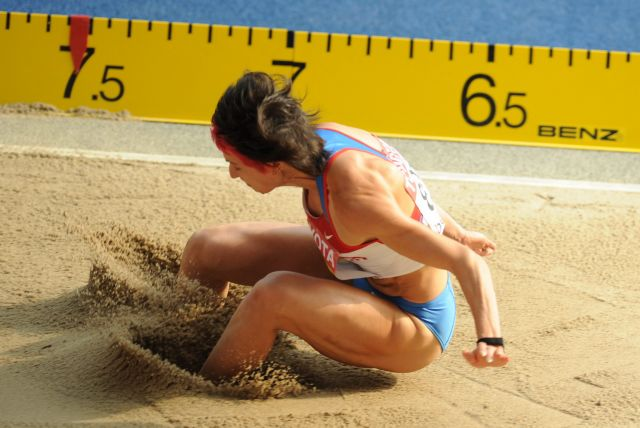
Tatjana Lebedewa wurde Olympianeunte
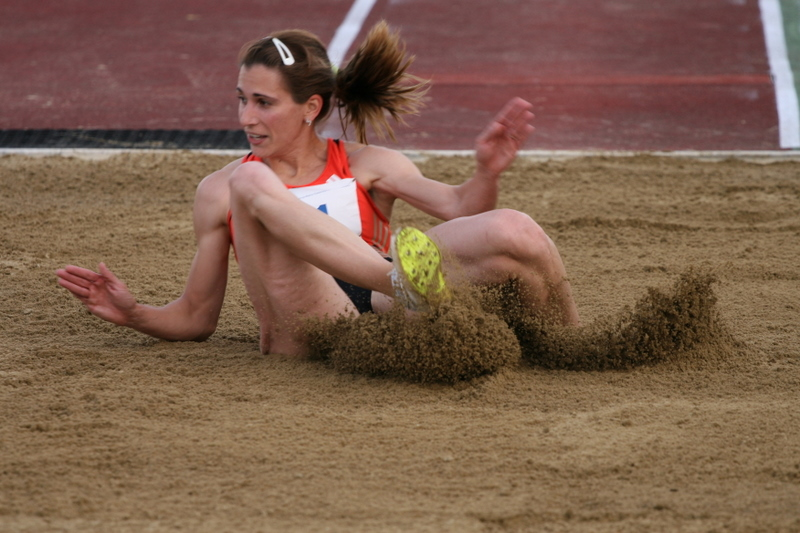
Marija Šestak erreichte im Finale Rang zehn
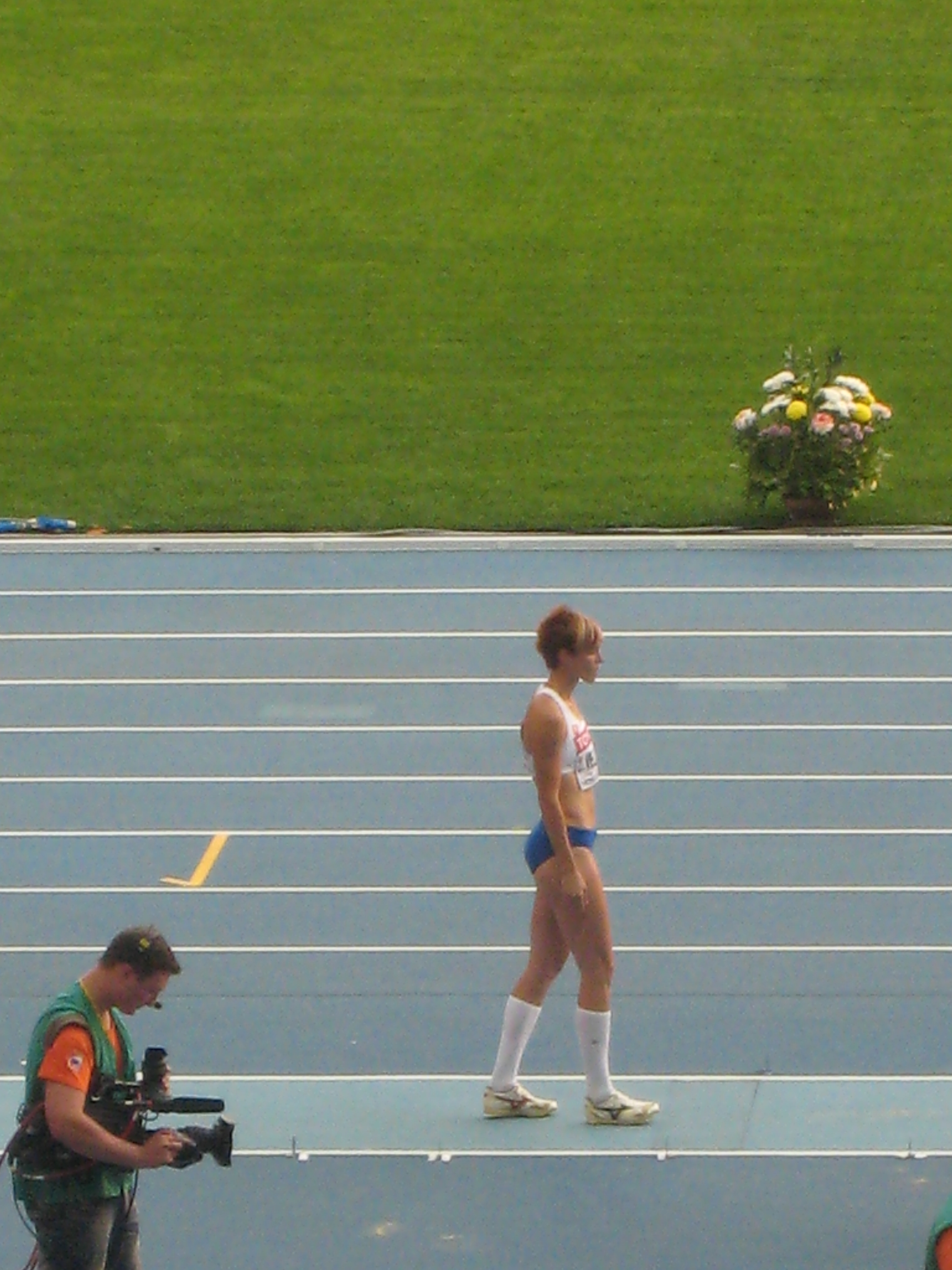
Die Olympiaelfte Dana Velďáková

## Video
- Olga Rypakova (KAZ) Wins Triple Jump Gold – Highlights, London 2012 Olympics, youtube.com, abgerufen am 21. April 2022